# Несвитский, Яков Иванович
Яков Иванович Несвитский (укр. Яків Іванович Несвітський; 27 апреля [10 мая] 1911, Потапцы, Каневский район — 28 апреля 1974, Киев) — украинский советский учёный в области автомобильного транспорта, доктор технических наук (1966), профессор (1966). Основатель научной школы КАДИ по надëжности автомобилей. Лауреат Государственной премии Украинской ССР в области науки и техники (1976, посмертно).

## Биография
Родился 27 апреля (10 мая) 1911 года в селе Потапцы, Каневский уезд, Киевская губерния, Российская империя (ныне в Каневском районе Черкасской области).
Трудовую деятельность начал механиком машинно-тракторной станции. В 1936 году окончил Харьковский институт механизации и электрификации сельского хозяйства (ХИМЭСХ) (ныне Харьковский национальный технический университет сельского хозяйства).
Работал в учреждениях АН УССР, Министерства сельского хозяйства УССР.
С 1948 года — в Киевском автомобильно-дорожном институте (КАДИ). С 1955 года — заведующий кафедрой технической эксплуатации автомобилей.

## Научная деятельность
Внёс большой вклад в развитие технической эксплуатации автомобилей как науки.
Автор разработки теоретических основ эксплуатации подвижного состава автомобильного транспорта на основании теории надëжности машин.
Автор учебника «Техническая эксплуатация автомобилей», ставшего первым в стране по этой дисциплине, выдержавшего несколько изданий, в том числе и зарубежных. За его второе издание в 1976 году Несвитский был удостоен Государственной премии Украинской ССР в области науки и техники (посмертно).

## Избранная библиография
- Грузовые автомобили повышенной проходимости (Студебеккер US-6, Джиемси CCKW-352 и Шевроле 7107). Краткое пособие для шоферов). На укр. языке. Київ-Харків: Державне видавництво сільскогосподарської літератури УРСР, 1946.
- Грузовые автомобили: ГАЗ-ММ, ГАЗ-51, ГАЗ-63, ЗИС-5, ЗИС-150, ЗИС-151, ЯАЗ-200. 1953.
- Долговечность автомобиля. 1963.
- Надежность автомобиля. 1966.
- Справочник по техническому обслуживанию автомобилей. 1968 и др.